# Kitasaaret (ö i Lappland)
Kitasaaret (enaresamiska: Syevđisuolluuh) är en ö i Finland. Den ligger i sjön Enare träsk och i kommunen Enare i den ekonomiska regionen Norra Lappland och landskapet Lappland, i den norra delen av landet, 1 000 km norr om huvudstaden Helsingfors. Öns största längd är 0,8 kilometer i nord-sydlig riktning. Notera att namnet antyder att det är fråga om flera öar.

## Klimat
Trakten ingår i den boreala klimatzonen. Årsmedeltemperaturen i trakten är −4 °C. Den varmaste månaden är augusti, då medeltemperaturen är 8 °C, och den kallaste är februari, med −14 °C.